# 4015 Wilson-Harrington
4015 Wilson-Harrington / 107P/Wilson-Harrington este un asteroid cometar din grupul Apollo, redescoperit pe 15 noiembrie 1979 de Eleanor Helin, după treizeci de ani de la descoperirea realizată de Albert Wilson și Robert G. Harrington, la Observatorul Palomar din California.

## Istoric
Inițial descoperit în 1949 de Albert George Wilson și Robert G. Harrington a manifestat un comportament cometar, însă din cauza puținelor date obținute prin observații nu s-a putut descrie cu siguranță orbita și a fost clasat ca fiind o cometă pierdută. A fost redescoperită în 1979 de Eleanor Helin, dar nemanifestând un comportament cometar a primit denumirea provizorie (4015) 1979 VA. În sfârșit, la 13 august 1992 a fost anunțat că observațiile celor două corpuri puteau să fie culese de la același corp ceresc.

## Caracteristici
Prezintă o orbită caracterizată de o semiaxă majoră egală cu 2,6378510 u.a. și de o excentricitate de 0,6237839, înclinată cu 2,78544° în raport cu ecliptica. 
Acești parametri permit să fie clasificat ca asteroid din apropierea Pământului din grupul Apollo.